# 罗定学宫
22°46′36″N 111°33′31″E / 22.77667°N 111.55861°E
罗定学宫位于中国广东省罗定市罗城镇，1985年被列为罗定县文物保护单位，2002年被列为广东省文物保护单位。
罗定学宫始建于清顺治四年（1647年），康熙至光绪年间重修。现有棂星门、泮池、戟门、大成殿等建筑，占地面积6300平方米。主体建筑大成殿为重檐歇山顶，面宽五间24米、进深五间15.5米，脊饰具有鲜明的粤西建筑风格。